# Выборы в Учредительное собрание Венесуэлы (1946)
Выборы в Конституционную ассамблею Венесуэлы состоялись в 27 октября 1946 года, после военного переворота 18 октября 1945 года, осуществлённого группой молодых офицеров, связанных с партией Демократическое действие (ДД). В результате победу на выборах одержала партия Демократическое действие, завоевав в Ассамблее 137 мест из 160 мест. Явка избирателей составила 86,6 %.

## Результаты
| Партия                                                                                                  | Оригинальное название                    | Голоса    | %    | Места |
| --- | ---------------------------------------- | --------- | ---- | ----- |
| Демократическое действие                                                                                | исп. Acción Democrática, AD              | 1 099 601 | 78,4 | 137   |
| Социал-христианская партия — КОПЕЙ                                                                      | исп. Copei                               | 141 418   | 10,1 | 19    |
| Коммунистическая партия Венесуэлы                                                                       | исп. Partido Comunista de Venezuela, PCV | 50 837    | 3,6  | 2     |
| Демократический республиканский союз                                                                    | исп. Unión Republicana Democrática, URD  | 49 721    | 3,5  | 0     |
| Республиканская федералистская партия                                                                   | исп. Partido Federal Republicano, PFR    | 38 440    | 2,7  | 0     |
| PLP | исп. PLP                                 | 4 333     | 0,3  | 0     |
| Другие партии                                                                                           | Другие партии                            | 17 661    | 1,3  | 0     |
| Недействительные/пустые бюллетени                                                                       | Недействительные/пустые бюллетени        | 1 706     | –    | –     |
| Всего                                                                                                   | Всего                                    | 1 403 717 | 100  | 160   |
| Источник: D. Nohlen. Elections in the Americas: A data handbook, Volume II. 2005 ISBN 978-0-19-928358-3 |                                          |           |      |       |

| Народное голосование (%) | Народное голосование (%) | Народное голосование (%) | Народное голосование (%) | Народное голосование (%) |
| ------------------------ | ------------------------ | ------------------------ | ------------------------ | ------------------------ |
| AD                       |                          |                          | 78.43 %                  |                          |
| Copei                    |                          |                          | 10.09 %                  |                          |
| PCV                      |                          |                          | 3.63 %                   |                          |
| URD                      |                          |                          | 3.55 %                   |                          |
| PFR                      |                          |                          | 2.74 %                   |                          |
| Другие                   |                          |                          | 1.57 %                   |                          |

| Распределение мест в Конституционной ассамблее (%) | Распределение мест в Конституционной ассамблее (%) | Распределение мест в Конституционной ассамблее (%) | Распределение мест в Конституционной ассамблее (%) | Распределение мест в Конституционной ассамблее (%) |
| -------------------------------------------------- | -------------------------------------------------- | -------------------------------------------------- | -------------------------------------------------- | -------------------------------------------------- |
| AD                                                 |                                                    |                                                    | 85.63 %                                            |                                                    |
| Copei                                              |                                                    |                                                    | 11.88 %                                            |                                                    |
| PCV                                                |                                                    |                                                    | 1.25 %                                             |                                                    |